# Гнилуша (нижний приток Москвы)
Гнилу́ша (Большая Гнилу́ша) — река в районе Крылатское города Москвы, правый приток Москвы. В открытом русле протекает по территории парка «Москворецкий».

## История
Название связано с прилагательным «гнилой» и дано, скорее всего, по качеству воды. Возможно, обозначало заболоченную местность или наличие гнилых деревьев в воде.
Населённых пунктов на Гнилуше не располагалось. С 1980-х годов в связи с застройкой района Крылатское один из ручьёв-истоков Гнилуши, который ранее тёк со стороны Кунцевской птицефабрики, убрали в коллектор. В первой половине XX века низовья Гнилуши использовались для геологических экскурсий, однако в связи с застройкой прилегающей территории и загрязнением река потеряла экскурсионное значение.

## Современное описание
Длина реки составляет 2-3 км, площадь водосборного бассейна — 4 км². Гнилуша начинается тремя ручьями-истоками в 34-м квартале Серебряноборского лесничества, в районе дома 13 по Осенней улице. Правый исток, убранный в коллектор, наиболее мощный, так как подпитывается городскими стоками. Средний протекает по границе леса с городской застройкой от Рублёвской улицы вдоль Осенней улицы, сливается с правым у его выхода на поверхность у дома 13. Левый исток пересекает лесной квартал на северо-восток, протекая между Крылатским и коттеджным посёлком «Екатериновка». Он сливается с двумя другими истоками несколько ниже дома 13. Верховья ручьёв-истоков находятся на вершине главного холма Татаровской возвышенности с ледниковыми отложениями. Затем река протекает по пологому склону этого холма с широколиственными насаждениями, сосняками и березняками; по берегам — ольшаники, ивняки. Ниже по течению находится сильно обмелевший пруд, за которым по коллектору река пересекает Крылатскую улицу. Ниже река пересекает третью надпойменную террасу реки Москвы. Ещё один участок реки был убран в коллектор при строительстве Северо-Западных тоннелей. Река впадает в Москву-реку к востоку от границы территории оздоровительного комплекса «Рублёво» ОАО РЖД. Вблизи устья Гнилуши были выходы юрских глин.
По долине Гнилуши произрастают многие растения из Красной книги Москвы, в частности, в последние годы отмечены:
- щитовник гребенчатый;
- лук огородный;
- купальница европейская;
- борец северный, или высокий;
- хохлатка плотная;
- подлесник европейский (вторая по численности популяция в Москве);
- ландыш;
- купена душистая;
- смолка обыкновенная;
- горицвет;
- гвоздика травянка;
- ветреница лютиковая;
- чина весенняя;
- незабудка болотная;
- колокольчики раскидистый, персиколистный и круглолистный;
- нивяник;
- земляника зелёная и другие.